# Aegon Classic 2015
AEGON Classic 2015 — жіночий тенісний турнір, що проходив на відкритих кортах з трав'яним покриттям. Це був 34-й за ліком турнір. Належав до категорії Premier у рамках Туру WTA 2015. Відбувся в Edgbaston Priory Club у Бірмінгемі (Англія). Тривав з 15 до 21 червня 2015 року.
Сабіне Лісіцкі встановила новий рекорд туру WTA за кількістю ейсів у матчі одиночного розряду серед жінок. У матчі другого кола проти Белінди Бенчич 17 червня 2015 вона перемогла, зробивши 27 ейсів.

## Очки і призові гроші

### Розподіл очок
| Дисципліна              | П   | Ф   | ПФ  | ЧФ  | 1/8 | 1/16 | 1/32 | Q   | Q2  | Q1  |
| Жінки, одиночний розряд | 470 | 305 | 185 | 100 | 55  | 30   | 1    | 25  | 13  | 1   |
| Жінки, парний розряд    | 470 | 305 | 185 | 100 | 1   | Н/Д  | Н/Д  | Н/Д | Н/Д | Н/Д |

### Розподіл призових грошей
| Дисципліна              | П        | F       | ПФ      | ЧФ      | 1/8    | 1/16   | 1/32   | Q2     | Q1   |
| Жінки, одиночний розряд | $124,000 | $66,000 | $32,525 | $16,725 | $8,670 | $4,440 | $2,280 | $1,035 | $620 |
| Жінки, парний розряд    | $39,000  | $20,650 | $11,360 | $5,785  | $3,140 | Н/Д    | Н/Д    | Н/Д    | Н/Д  |

## Учасниці основної сітки в одиночному розряді

### Сіяні
| Країна    | Гравчиня             | Рейтинг1 | Сіяна |
| --------- | -------------------- | -------- | ----- |
| Румунія   | Сімона Халеп         | 3        | 1     |
| Сербія    | Ана Іванович         | 6        | 2     |
| Іспанія   | Карла Суарес Наварро | 9        | 3     |
| Німеччина | Анджелік Кербер      | 10       | 4     |
| Канада    | Ежені Бушар          | 11       | 5     |
| Чехія     | Кароліна Плішкова    | 12       | 6     |
| Німеччина | Андреа Петкович      | 14       | 7     |
| Німеччина | Сабіне Лісіцкі       | 19       | 8     |
| Іспанія   | Гарбінє Мугуруса     | 21       | 9     |
| Чехія     | Барбора Стрицова     | 22       | 10    |
| Франція   | Алізе Корне          | 25       | 11    |
| Білорусь  | Вікторія Азаренко    | 26       | 12    |
| Росія     | Світлана Кузнецова   | 28       | 13    |
| Румунія   | Ірина-Камелія Бегу   | 29       | 14    |
| Сербія    | Єлена Янкович        | 30       | 15    |
| Франція   | Каролін Гарсія       | 31       | 16    |

- 1 Рейтинг подано станом на 8 червня 2015.

### Інші учасниці
Нижче наведено учасниць, які отримали вайлд-кард на участь в основній сітці:
- Ежені Бушар
- Наомі Броді
- Єлена Янкович
- Джоанна Конта
- Кейті Свон

Учасниця, що потрапила в основну сітку завдяки захищеному рентингові:
- Петра Цетковська

Нижче наведено гравчинь, які пробились в основну сітку через стадію кваліфікації:
- Тімеа Бабош
- Катерина Бондаренко
- Місакі Дой
- Марина Еракович
- Клара Коукалова
- Александра Крунич
- Мішель Ларшер де Бріту
- Татьяна Марія

Як щасливий лузер в основну сітку потрапили такі гравчині:
- Чжен Сайсай

### Знялись з турніру
До початку турніру
- Тімеа Бачинскі →її замінила  Тереза Сміткова
- Мона Бартель →її замінила  Айла Томлянович
- Медісон Бренгл →її замінила  Моніка Нікулеску
- Домініка Цібулкова →її замінила  Міряна Лучич-Бароні
- Каміла Джорджі (травма правого стегна) →її замінила  Чжен Сайсай
- Медісон Кіз →її замінила  Катерина Сінякова
- Пен Шуай →її замінила  Лорен Девіс
- Луціє Шафарова →її замінила  Крістіна Макгейл
- Ярослава Шведова →її замінила  Бояна Йовановські

Під час турніру
- Вікторія Азаренко (травма лівої ступні)

## Учасниці основної сітки в парному розряді

### Сіяні
| Країна    | Гравчиня          | Країна  | Гравчиня             | Рейтинг1 | Сіяна |
| --------- | ----------------- | ------- | -------------------- | -------- | ----- |
| Австралія | Кейсі Деллаква    | Індія   | Саня Мірза           | 17       | 1     |
| Угорщина  | Тімеа Бабош       | Франція | Крістіна Младенович  | 17       | 2     |
| США       | Ракель Копс-Джонс | США     | Абігейл Спірс        | 28       | 3     |
| Іспанія   | Гарбінє Мугуруса  | Іспанія | Карла Суарес Наварро | 36       | 4     |

- 1 Рейтинг подано станом на 8 червня 2015.

### Інші учасниці
Нижче наведено пари, які отримали вайлдкард на участь в основній сітці:
- Ежені Бушар /  Світлана Кузнецова
- Сімона Халеп /  Гезер Вотсон
- Джоселін Рей /  Анна Сміт

### Відмовились від участі
Під час турніру
- Сімона Халеп (травма правої руки)
- Крістіна Младенович (травма поперекового відділу хребта)

## фінал

### Одиночний розряд
- Анджелік Кербер —  Кароліна Плішкова, 6–7(5–7), 6–3, 7–6(7–4)

### Парний розряд
- Гарбінє Мугуруса /  Карла Суарес Наварро —  Андреа Главачкова /  Луціє Градецька, 6–4, 6–4